# Mũi khoằm

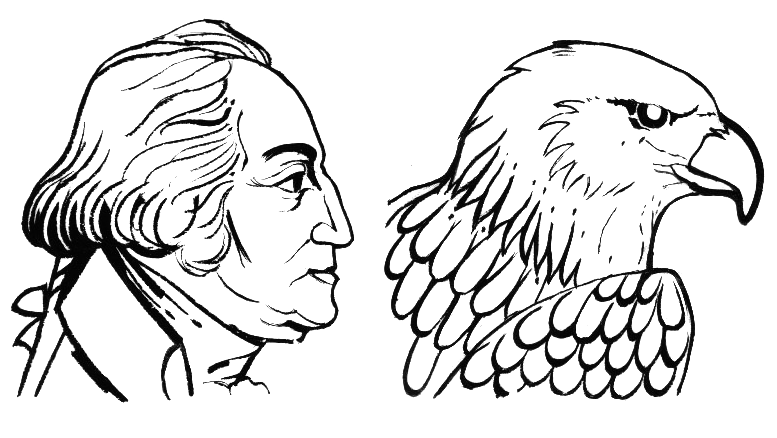
Hình vẽ nghệ thuật so sánh chiếc mũi người

Minh họa chiếc mũi khoằm

Mũi khoằm (còn gọi là mũi quặp hoặc mũi két) là loại mũi người với phần xương sống mũi nhô ra với chóp mũi hơi quặp xuống, làm cho chiếc mũi khi nhìn giống vết sưng hoặc hơi cong. Từ tiếng Anh: aquiline xuất phát từ tiếng Latin aquilinus, có nghĩa ám chỉ giống mỏ của một con đại bàng. Trong khi một nhóm người tuỳ theo văn hóa, chủng tộc các quốc gia đã gán tướng số cho chiếc mũi và trong một số trường hợp liên quan đến các đặc điểm phi vật lý khác (ví dụ: trí thông minh, địa vị, tính cách, v.v.), không có nghiên cứu khoa học hoặc bằng chứng hỗ trợ bất kỳ mối liên kết như vậy.
Đôi khi hình dạng sống mũi được coi là một khiếm khuyết thẩm mỹ, có thể được thay đổi bằng phương pháp phẫu thuật bằng cách làm thẳng sống mũi và nâng mũi như một phần của phẫu thuật thẩm mỹ.

## Nguồn gốc tiến hóa

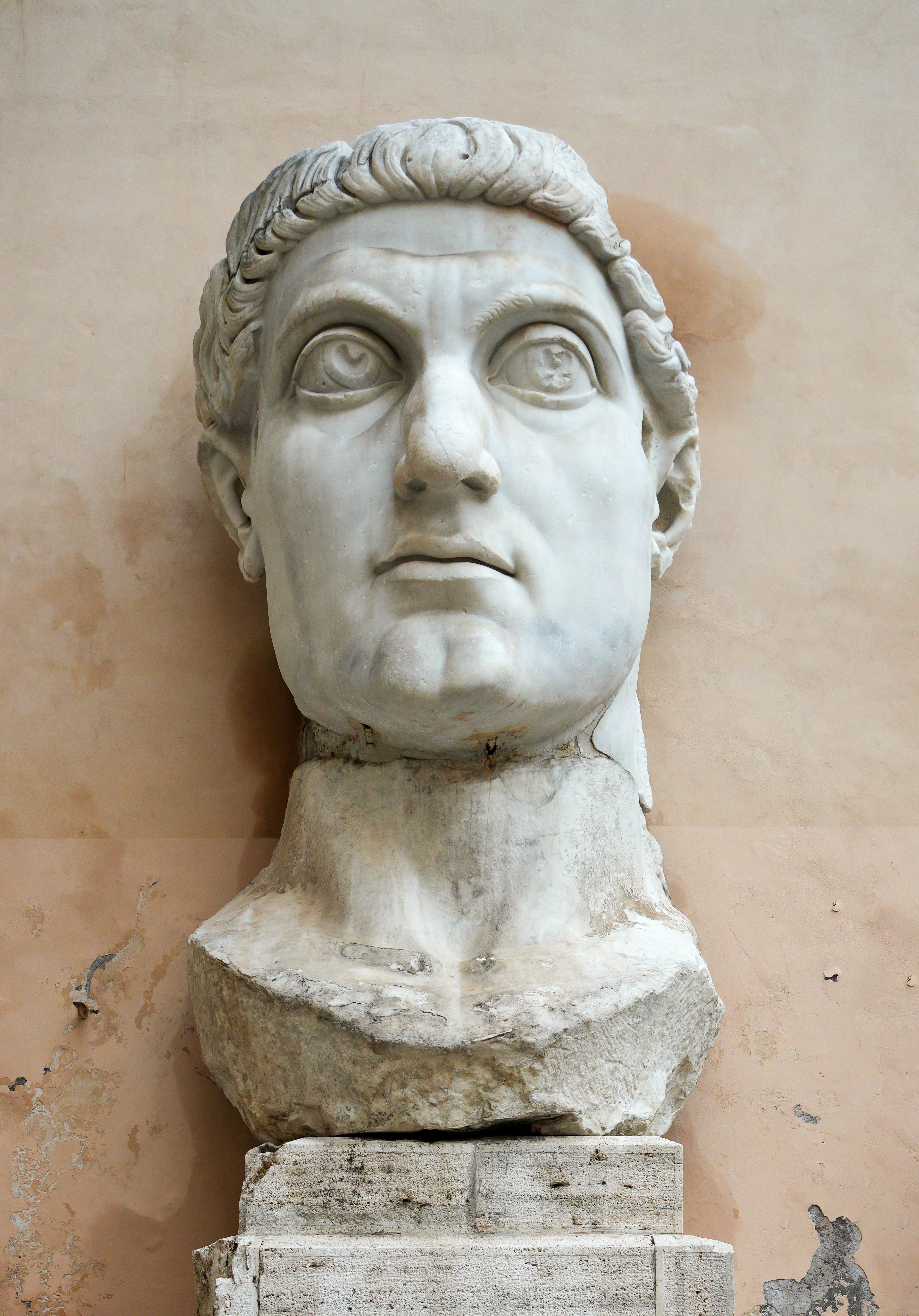
Mũi của Constantinus Đại đế, biểu thị chiếc mũi khoằm đã trở thành mục tiêu của cả sự ngưỡng mộ và lạm dụng